# VMU-4
4ème Escadron de drones (USMC)
Le Unmanned Aerial Vehicle Squadron 4 (ou VMU-4) est un escadron de drones du Corps des Marines des États-Unis qui exploite le Boeing Insitu RQ-21 Blackjack (en). Connu sous le nom de "Evil Eyes", il est basé à la Marine Corps Air Station Camp Pendleton, en Californie, et c'est le quatrième escadron d'UAV du Corps des Marines et le premier de l'United States Marine Corps Reserve. L'escadron est entré en service le 1er juillet 2010, lorsque le Marine Observation Squadron 4 (VMO-4) a été réactivé et renommé VMU-4. Il relève du commandement du Marine Aircraft Group 41 (MAG-41) et de la 4th Marine Aircraft Wing (4th MAW). 

## Mission
Fournir un appui-feu aérien et des renseignements à l'appui de la Force tactique terrestre et aérienne des Marines.

## Historique
L'escadron a hérité de l'histoire du VMO-4 qui était un escadron d'observation qui a connu une action intensive pendant la Seconde Guerre mondiale. Il a été basé pour la dernière fois à Naval Air Station Atlanta près d'Atlanta, en Géorgie, et a été désactivé  le 23 mai 1993 dans le cadre du retrait des forces après la guerre froide.
Le VMO-4 a été actif dans : 
- 1944 - Bataille de Saipan à bord de l'avion d'observation Stinson L-5 Sentinel
- 1945 - Bataille d'Iwo Jima

L'escadron a été réactivé en 2010 et renommé Marine Unmanned Aerial Vehicle Squadron 4 (VMU-4). Le premier vol du VMU-4 avec le RQ-7B Shadow' a eu lieu le 29 septembre 2010 à la MCAS Yuma, en Arizona. Le VMU-4 est actuellement stationné à Camp Pendleton depuis le 22 février 2013. L'escadron a été désactivé en mai 2022.